# Aartsbisdom Taormina
Het Bisdom en later Aartsbisdom Taormina is een voormalig bisdom met zetel in Taormina, Sicilië. Het was een Grieks-orthodox bisdom dat suffragaan was aan het aartsbisdom Syracuse, Sicilië. Dit Griekstalig bisdom heeft bestaan in de eerste eeuwen tot de Saracenen of Arabieren van het emiraat Sicilië Taormina veroverden (909).
Sinds de 20e eeuw is het heropgericht als een titulair aartsbisdom van de Roomse Kerk voor geestelijken die zich verdienstelijk hebben gemaakt voor Rome. De naam in het Latijn is Diocesis Tauromenitanus.

## Bisdom Taormina, Griekstalig

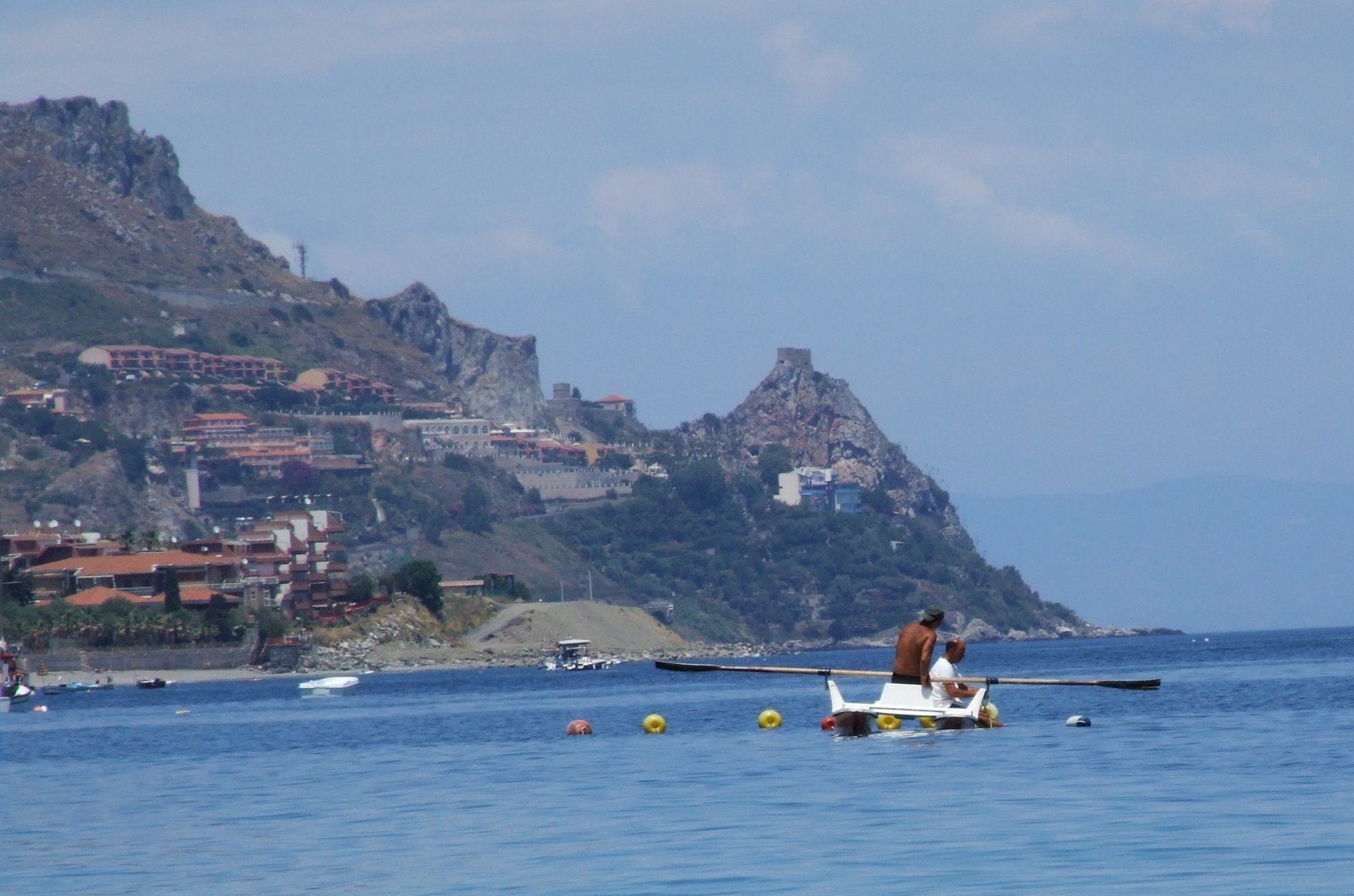
Taormina, Sicilië

Vele legendes en verhalen zijn te boek gestaafd door de benedictijner monnik Vito Maria Amico (1697-1762) die afkomstig was van Catania, Sicilië, en werkzaam was in de abdij van Montecassino.

### 1e eeuw
Volgens de legende was de heilige Pancratius de stichter en eerste bisschop van Taormina. Hij en nog anderen uit de 1e eeuw waren afkomstig van de metropool in de oostelijke Middellandse Zee Antiochia ad Orontem geheten, die later de Turkse stad Antakya werd. In dezelfde legende was Evagrius of Evagrios zijn gezel en opvolger in het bisdom Taormina (circa het jaar 45). Evagrius werd opgevolgd door de heilige Maximus van Taormina, metgezel van de apostel Petrus.
Griekse kroniekschrijvers vermeldden dat de maagden Esia, Suzanna en Zenais tot christen werden opgeleid door Pancratius en de marteldood vonden in het jaar 90.

### 3e tot 5e eeuw
- In het jaar 235 vind bisschop Nico de marteldood tezamen met 199 monniken, ten gevolge van de christenvervolging van keizer Decius. Deze verhalen over de bisschop van Taormina zijn omstreden.[3] Het valt niet uit de sluiten dat de naam Nico of Nicone overwinnaar betekent en een standaardnaam was voor elke martelaar.[4] In 235 leefden er overigens geen monniken in Sicilië. In het aartsbisdom Syracuse is er een catacombe te vinden van een christen Nico genaamd. Er is een relatie met de verering van de heilige Nico in Taormina in de jaren 800.

- In het jaar 447 ontving de verder onbekende bisschop van Taormina een brief van de heilige paus Leo I.

### 6e tot 10e eeuw
Tijdens het bestuur van de Ostrogoten over Sicilië en heel Italië is een bisschop Rogatius bekend als bisschop van Taormina, en dit in het jaar 501-502. Rogatius nam deel aan een concilie in Rome in het jaar 501.
Na de Ostrogoten werd Sicilië ingekapseld in het Oost-Romeinse en Byzantijnse keizerrijk. Er volgde enige stabiliteit van de bisschopszetel van Taormina. De invloed van de kerkelijke en militaire overheid vanuit Ravenna was voelbaar in het aartsbisdom Syracuse en in de suffragane bisdommen aan de oostkust van Sicilië, waaronder Taormina. De ritus was Grieks-orthodox. 

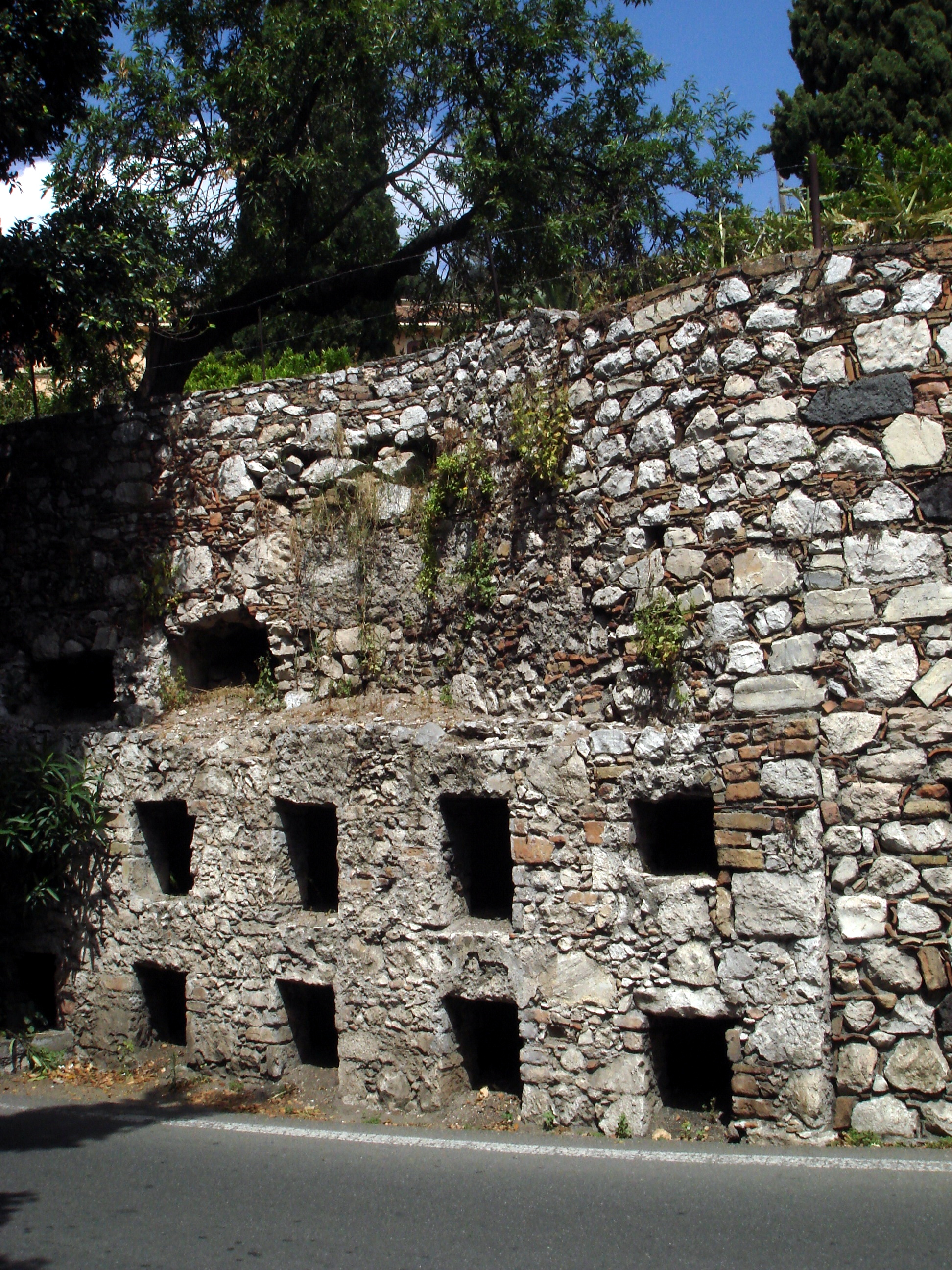
Byzantijns kerkhof van Taormina

Uit de Byzantijnse periode zijn de volgende bisschoppen van Taormina vermeld in geschriften:
- 580 Victorinus. Paus Gregorius de Grote vermeldde zijn naam in een brief aan subdiaken Petrus in het jaar 580.
- 590-595 Secundinus. Diezelfde paus Gregorius vroeg hem en andere bisschoppen op Sicilië zijn commentaren op evangelieteksten na te lezen. Secundinus duikt op tijdens een concilie in Rome bij paus Gregorius.
- 649 Justus. In deze periode lag paus Martinus I overhoop met keizer Constans II van Byzantium. Justus nam deel aan het concilie in de basiliek van Lateranen in Rome bij paus Martinus I in het jaar 649. Het Lateraans Concilie van 649 verwierp het monotheletisme.
- 680 Petrus. Op het 6e oecumenisch concilie, ook Concilie van Constantinopel III genoemd, verscheen bisschop Petrus. Dit concilie veroordeelde andermaal het monotheletisme.
- 787 Joannes
- 854 Zacharias Cophus. Zoals de bijnaam het zegt, was deze man doof. Nicolaas I, de machtig geworden paus in Rome en later heilige, lag in conflict met Ignatius I, de patriarch van Constantinopel. De inzet was de aartsbisschoppelijke troon van Syracuse. De patriarch had de pausgezinde aartsbisschop van Syracuse Asbesta afgezet voor zijn eigen kandidaat Photius, ex-patriarch van Constantinopel.[5] Zacharias reisde naar Rome en Constantinopel voor deze kwestie. In Rome pleitte hij ten gunste van de Byzantijnse geleerde Photius. Zonder resultaat. Van keizer Michaël III, bijgenaamd de Dronkaard, reisde Zacharias Cophus met andere bisschoppen rond om de zaak van Photius te bepleiten. Op het achtste oecumenisch concilie ofwel Concilie van Constantinopel IV (869) kwam de zaak Photius ter sprake. Photius bleek in de ban geslagen door meerdere concilievaders; de dove bisschop Zacharias Cophus koos toch de kant van Photius.[6] Als beloning voor zijn trouw schonk Photius later aan Zacharias Cophus de metropolitane aartsbisschoppelijke troon van Chalcedon in Bithynië, Klein-Azië.
- Omwille van de constante afwezigheid van Zacharias Cophus  werd deze in Taormina opgevolgd door Theophanes Cerameus en Gregorius Cerameus. Beiden hadden de rang van aartsbisschop van Taormina, zoals hun voorganger die in Klein-Azië vertoefde. Zij waren de enige zetelende aartsbisschoppen in de geschiedenis van het bisdom Taormina. Gregorius maakte in het jaar 878 bovendien een aanval mee van de Arabieren op Taormina; het Byzantijns garnizoen verjoeg de Arabieren of Saracenen.
- 908 de heilige Procopius.  In 908-909 belegerden de Arabieren Taormina; de stad en het Castello di Monte Tauro vielen in hun handen. Volgens de legende doodden de Arabieren bisschop Procopius op bloedige wijze, zoals ze ook deden met andere inwoners.

## Verdere middeleeuwen

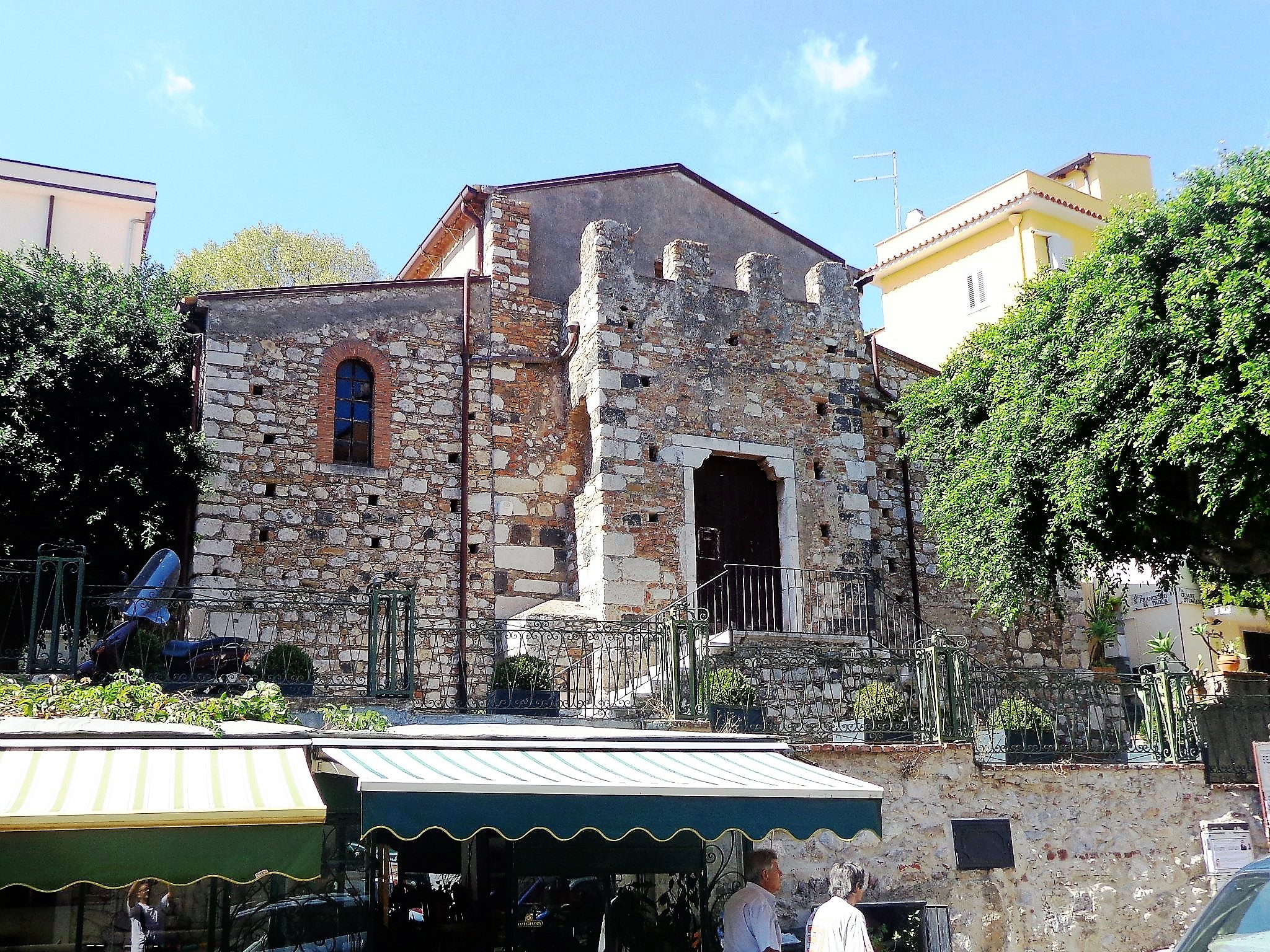
Kerk San Francesco di Paola in Taormina

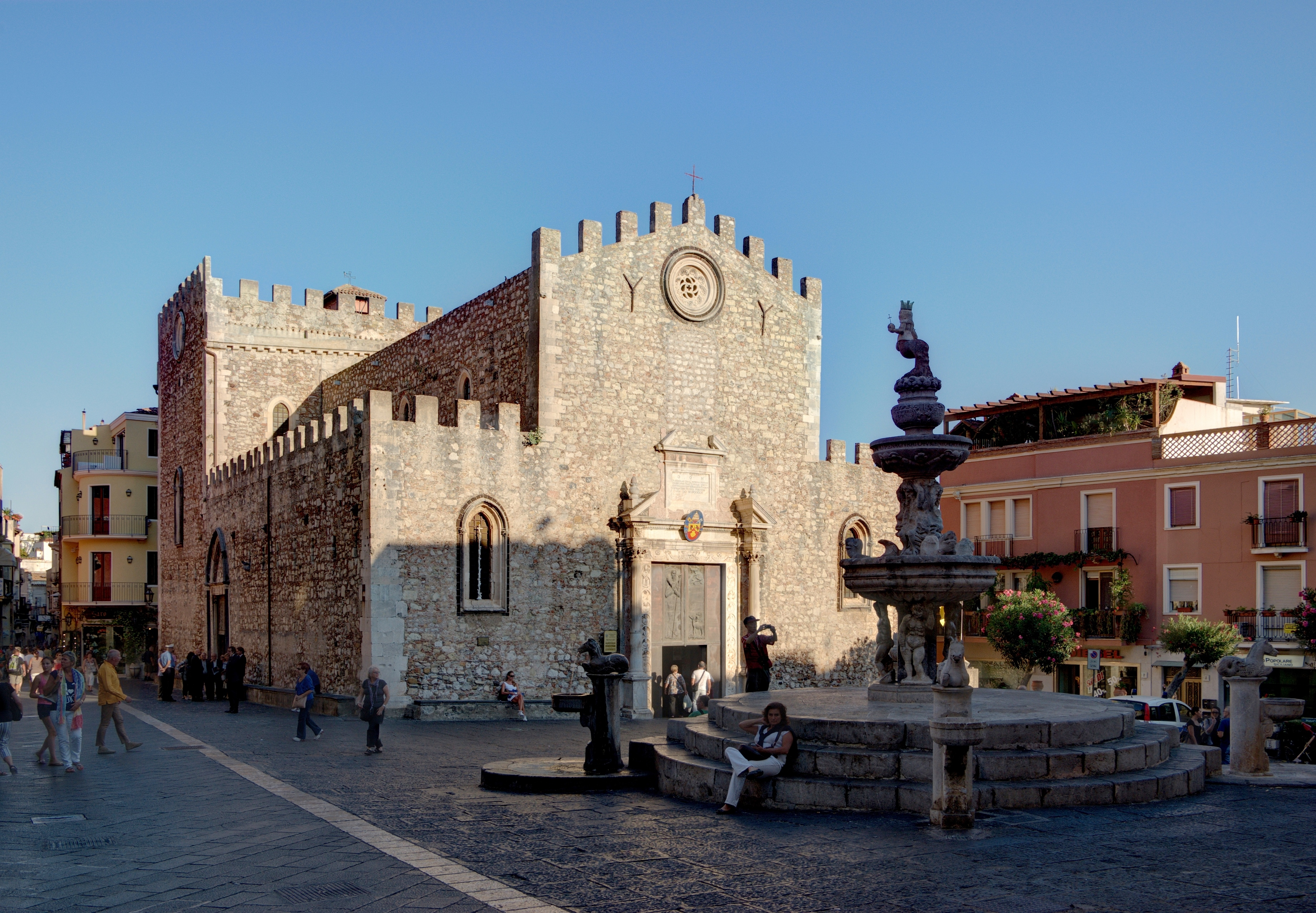
Basiliek San Nicolo in Taormina

Met het bestuur van de Arabieren op Sicilië verdween het aartsbisdom Taormina als zodanig. 
In 1079 verjoegen de Normandiërs de Arabieren uit Taormina. Dit vond plaats onder leiding van graaf Rogier I van Hauteville en zijn zoon Jordaan van Hauteville. Rogier I wenste het aartsbisdom niet te herstellen in Taormina. Rogier I richtte het Normandische bisdom Troina op waartoe Taormina dan maar behoorde, en waarvan de bisschopstroon in de 13e eeuw verschoof naar Messina. Op de plek waar Procopius de marteldood zou gevonden hebben, verrees de kerk San Francesco di Paola. Later werd er een grotere kerk naast gebouwd, de San Nicolo. De San Nicolokerk werd in 1980 een basiliek.

## Titulair aartsbisdom
In 1968 besliste paus Paulus VI het aartsbisdom Taormina in te stellen als titulair aartsbisdom.
De titulaire aartsbisschoppen van Taormina waren:
- Jean Daniélou, een Franse jezuïet, was veertien dagen aartsbisschop van Taormina in april 1969, tot hij de kardinaalshoed kreeg.
- Robert Emmet Lucey (1891-1977) was een jaar aartsbisschop van Taormina (1969-1970), nadat hij was afgetreden als aartsbisschop van San Antonio in Texas.
- Edoardo Rovida (1927- ), een Italiaanse diplomaat in Vaticaanse dienst, ontving in 1971 de titel van aartsbisschop van Taormina.